# Agaricus pattersoniae
Agaricus pattersoniae es una espècie comestible de bolet. És trobat en els Estats Units, on s'associa amb arbres de xiprer. Ha estat proposat per inclusió en el IUCN Llista Vermella d'Espècie Aguaitada.

## Taxonomia
Va ser descrit per primera vegada al 1907 per Charles Horton Peck, basant-se en els espècimens trobats per A.M. Patterson, un estudiant de botànica a Stanford University. Va trobar cossos fructífers al campus d' Stanford al gener, on creixien sota pins i arbres de xiprer. L'epítet específic era al principi lletrejat "Pattersonae" per Peck, tot i que això és ara considerat un sinònim Aquesta espècie és classificada dins secció Sanguinolenti de gènere Agaricus.

## Descripció
El capell mesura uns 5–19 cm de diàmetre, sent inicialment gairebé hemisfèric, tornant-se convex i finalment còncau o amb vores aixecades. La superfície del capell és seca, amb fibril·les quan són joves, però més tard les fibril·les es tornen esquames grans i fosques (2–9 mm de llarg per 2–5 mm ample). El color del capell pot ser de diverses ombres de marró depenent en la maduresa de l'espècimen. La carn de la gorra és típicament 1–3 cm de gruixut, ferme, blanc, i amb taques vermelles que surten 20–30 segons després d'una lesió. L'olor immediatament després de tallar és suau, un poc picant, però diversos minuts poden ser descrits com a "dolcet". El sabor és descrit com suau, agradable i lleugerament dolç.
Les làmines són lliures, espaiades, 5–15 mm ample, i marginals. El color de canyella lleugera en espècimens joves gira a un fosc marró dins l'edat després del desenvolupament de les espores.
El peu és normalment 8–18 cm de llargària per 2,5-4 cm de gruixut amb una forma bulbosa. L'interior és buit, amb una cavitat interna de entre 5–9 mm de gruixut. El capell presenta una mica fibrós i blanc dins color, excepte la secció basal que és groguenc. Forma una taca vermella després d'un minut si és lesionat. La superfície del capell és a penes estriat per sobre del anell i suavitzar a sota excepte fragments del vel universal. Durant el desenvolupament els vels es rompen i formen un vel superior (vel parcial), el qual inicialment penja de la vora de la gorra, i un vel més baix. Mentre el vel parcial es desintegra, sovint deixa fragments 2–3 mm dins la mida subjectada al marge.
Les espores són més o menys el·líptiques en forma, 7–8.5 per 5.5–6.5 µm. El basidi, els quals poden ser 1–, 2–, 3–, o 4 µm, és 26–34 per 7–11 µm, cilindre- a club-shaped, amb esterigma que és 2–3 µm de llarg. Cheilocystidia és 12–32 per 6–15 µm de mida, gairebé cilíndric o afilat, i pot aparèixer discontinu o continu.

## Hàbitat i distribució
Agaricus pattersoniae forma microrritzes amb xiprers (Cupressus macrocarpa). Richard Kerrigan va anotar que sembla infectar arbres vells de més de 40 anys. Va localitzar el fong en els comtats costaners de Califòrnia, tot i que Alexander H. Smith esmenta que el també ha estat trobat en les regions de Llacs Grans. L'espècie ha estat proposada per inclusió a la Llista Vermella de l'IUCN com a "En Perill", com a part de la iniciativa Global Fungal Red List. Les seves amenaces principals són la destrucció d'hàbitat, la sequera i la decadència d'arbres de xiprer a causa de l'infecció per Seiridium cardinale. Els arbres de xiprer han estat trets del tipus local.